# Avgrunden (film, 1989)
Avgrunden (originaltitel: The Abyss) är en amerikansk film från 1989 skriven och regisserad av James Cameron.

## Handling
Besättningen på en undervattensoljerigg ombeds att hjälpa militären lokalisera en försvunnen ubåt. Under sökandet blir de varse att de inte är ensamma.

## Rollista (i urval)
- Ed Harris – Virgil 'Bud' Brigman
- Mary Elizabeth Mastrantonio – Lindsey Brigman
- Michael Biehn – Lt. Coffey
- Leo Burmester – Catfish De Vries
- Todd Graff – Alan "Hippy" Carnes
- John Bedford Lloyd – Jammer Willis
- J.C. Quinn – Arliss "Sonny" Dawso